# 菅沼定志
菅沼 定志（すがぬま さだゆき、享和3年（1803年） - 慶応2年11月3日（1866年12月9日））は、江戸時代後期の旗本（交代寄合衆）、茶人。家督相続前は祐吉、家督相続ののち新八郎。織部正。別名は盈志。
菅沼定静の次男として江戸に生まれる。交代寄合菅沼定邦の婿養子となり、文政4年（1821年）家督を継ぐ（菅沼家八代当主。三河国新城領主）。文政12年（1829年）大番頭となり、天保12年（1841年）6月24日より駿府城代（ - 弘化2年（1845年）3月）、西丸側衆、本丸側衆、大坂城在番（東大番頭）などを歴任した。大坂城在番在職時の天保8年（1837年）2月に大塩平八郎の乱が起こり、同職（玉造口在番）の遠藤胤統とともにこれを鎮圧した。安政2年（1855年）に家督を次男の盈富に譲り隠居ののち、江戸深川に住し、宗徧流の茶事を嗜み、五世四方庵を継ぎ遊鴎（ゆうおう）まはた蓬葎齋と号した。また絵も嗜み、隺州とも号した。慶応2年（1866年）に没した。戒名は盛徳院殿功誉高岳大居士。子に九代盈富、十代定信がいる。